# Nomada sicula
Nomada sicula är en biart som beskrevs av Schwarz 1974. Nomada sicula ingår i släktet gökbin, och familjen långtungebin. Inga underarter finns listade i Catalogue of Life.